# Chorizagrotis agroica
Chorizagrotis agroica là một loài bướm đêm trong họ Noctuidae.